# 山本忠人
山本 忠人（やまもと ただひと、1945年10月17日 - ）は、日本の技術者、実業家。富士ゼロックス（現:富士フイルムビジネスイノベーション）代表取締役社長や、同社代表取締役会長を務めた。

## 人物・経歴
神奈川県出身。神奈川県立小田原高等学校を経て、1968年山梨大学工学部卒業、富士ゼロックス入社。1994取締役に昇格。1996年常務執行役員。2000年専務執行役員。2007年から技術系初の代表取締役社長を務め、「複写機卒業宣言」をし、サービス事業の強化を進めた。2010年ビジネス機械・情報システム産業協会会長。2015年空席になっていた代表取締役会長に就任。